# 长株潭城际轨道交通西环线
长株潭城际轨道交通西环线，简称长株潭西环线或西环线，是长沙地铁的一条城市轨道交通线路，标志色为粉色，2024年6月27日名义上被并入3号线。该线路连接中国湖南省湘潭市湘潭北站与长沙地铁3号线山塘站，一期工程全长17.29千米，共设8个车站，于2023年6月28日开通运营。该线路亦是湖南省首条跨市的城市轨道交通线路。
西环线直接与3号线贯通运营，与3号线相同，采用最高运行速度80km/h的6节B型列车，贯通运营全长达到53.7千米。远期该线路将独立拆分北延至长沙西站，并改用最高运行速度120km/h的6节B型列车运营。

## 路线
长株潭城际轨道交通西环线一期工程起于湘潭北站南侧站前广场地下，下穿湘潭北站后转为高架并转入潭州大道，以高架线形式沿潭州大道路中行进，经船形山站、黄家湾站后进入长沙市境内，经双湖站、坪塘站后转为地下线，以地下线形式沿潭州大道路侧行进，经红桥站、桐溪站、大王山站后接入长沙地铁3号线山塘站，与3号线贯通运营。全线呈南北走向，线路全长17.29千米，其中长沙段10.17千米，湘潭段7.12千米。共设站8座，含地下站4座，高架站4座，其中，长沙段设站5座，湘潭段设站3座，设九华车辆基地、主变电所2座，与长沙地铁1-6号线共享杜花路控制中心。

## 历史
2019年4月23日，湖南省委常委会会议专题研究加快推进长株潭一体化“三干两轨”项目建设，正式启动长株潭城际轨道交通西环线项目建设。2019年6月6日，长株潭城际轨道交通西环线一期工程可行性研究报告获湖南省发改委批复。2019年7月6日，由长沙和湘潭两市共同出资，由长沙市轨道交通集团有限公司和湘潭九华经济建设投资有限公司共同组建的湖南长株潭轨道交通西环线建设有限责任公司正式挂牌成立。2019年9月26日，西环线一期巡抚路站（正式运营名桐溪站）交通疏解工程和北津停车场进出场道路工程开工仪式举行。2019年10月29日，长株潭城际轨道交通西环线一期工程初步设计获省住建厅批复。2019年11月25日，长株潭城际轨道交通西环线一期工程初步设计概算获省发改委批复。
2020年2月9日，西环线开始工程详勘。2020年12月，西环线5座车站公开征集站名。2021年7月26日，西环线全部8座车站确定站名。2021年12月31日，西环线全线车站主体结构封顶，2022年5月26日全线洞通，2022年6月28日全线轨通，2022年9月14日全线电通，2022年9月16日全线车通，2022年10月14日通车试运行。2023年6月28日，西环线一期开通运营，同时与3号线贯通。
2024年6月27日，长沙地铁发布新版线网图，西环线番号取消被并入3号线，站内有关西环线的导视也被一并撤下并改为3号线。但目前仍然是运营公司与西环线分公司分开运营，在山塘站会更换司机。

## 车站列表
| 湘潭北站 | Xiangtan North Railway Station | 0     | 0    | 湘潭北站                 | 湘潭市雨湖区 | 2023年6月28日 | 地下三层岛式站台      | 左侧 |
| 船形山 | Chuanxingshan                  | 2241  | 2241 | 不適用                   | 湘潭市雨湖区 | 2023年6月28日 | 高架三层岛式站台      | 左侧 |
| 黄家湾 | Huangjiawan                    | 3443  | 1202 | 不適用                   | 湘潭市雨湖区 | 2023年6月28日 | 高架三层岛式站台      | 左侧 |
| 双湖 | Shuanghu                       | 8019  | 4576 | 不適用                   | 长沙市岳麓区 | 2023年6月28日 | 高架三层侧式站台      | 右侧 |
| 坪塘 | Pingtang                       | 10520 | 2501 | 不適用                   | 长沙市岳麓区 | 2023年6月28日 | 高架三层侧式站台      | 右侧 |
| 红桥 | Hongqiao                       | 12308 | 1788 | 5号线 大王山云巴观音港站 | 长沙市岳麓区 | 2023年6月28日 | 地下三层双岛式站台[2] | 右侧 |
| 桐溪 | Tongxi                         | 14221 | 1913 | 不適用                   | 长沙市岳麓区 | 2023年6月28日 | 地下三层岛式站台      | 左侧 |
| 大王山 | Dawangshan                     | 15950 | 1729 | 不適用                   | 长沙市岳麓区 | 2023年6月28日 | 地下二层岛式站台      | 左侧 |
| 山塘[3] | Shantang                       | 17290 | 1340 | 大王山云巴               | 长沙市岳麓区 | 2020年6月28日 | 地下二层岛式站台      | 左侧 |
| ↓直通 3号线运行至广生站 |                                |       |      |                          |              |               |                       |      |
| 注释 |                                |       |      |                          |              |               |                       |      |
| 1 斜体标示的换乘，尚未启用。 2 红桥站预留远期拆分条件，目前实际为侧式站台。 3 山塘站为仅属于长沙地铁3号线的车站，西环线接轨此站与3号线贯通运营，该站无换乘条件。 |                                |       |      |                          |              |               |                       |      |